# Bulbophyllum wakoi
Bulbophyllum wakoi är en orkidéart som beskrevs av Howcroft. Bulbophyllum wakoi ingår i släktet Bulbophyllum och familjen orkidéer. Inga underarter finns listade i Catalogue of Life.